# Комаров, Геннадий Фёдорович
Геннадий Фёдорович Комаров (10 октября 1944, Мурманск — 29 ноября 2021, Санкт-Петербург), также наиболее известен как Геннадий Гек — советский и российский поэт, основатель и главный редактор издательства «Пушкинский фонд».

## Биография
Родился 10 октября 1944 года в Мурманске.
Обучался на физфаке ЛГУ. Выпускал много творческих работ. В 1992 году создал издательство «Пушкинский фонд» и был его главным редактором. В качестве организатора проводил поэтическте серии «Автограф» под эгидой «Пушкинского фонда». Само издательство выпустило более 150 поэтических книг.
Комаров издал целую серию книг современных авторов, в том числе первое печатное собрание сочинений Иосифа Бродского, с которым был лично знаком, а также поэтические сборники Веры Павловой, Елены Шварц, Владимира Гандельсмана и других. Его первый стихотворный сборник «Эвклидова клеть» был выпущен в 1990 году в издательстве «Советский писатель» тиражом в 5 700 экземпляров. Позже читатели стали увеличиваться , как и тиражи личных изданий.
Ушёл из жизни 29 ноября 2021 года в квартире Санкт-Петербурга.

## Оценочные мнения
«Геннадий был непубличным человеком, но меня всё равно удивило молчание в соцсетях после его смерти, ведь он был человеком, без которого невозможно представить современную русскую поэзию. Удивительно сочетание его значимости и незаметности. Те авторы, которых он издавал, во многом сейчас формируют поэтический ландшафт, при этом Комарову было не важно, признанный это автор или нет — он руководствовался собственным поэтическим чутьём. Именно Комаров приучил меня системно читать поэзию. И это чтение сформировало меня как автора и как читателя. И когда я создавал издательство "Воймега", я во многом ориентировался на Комарова. Немногие знают, что Геннадий сам был прекрасным поэтом, и о его поэзии одобрительно отзывался даже такой скупой на похвалу поэт, как 
Сергей Гандлевский», — сказал на вечере поэт и издатель Александр Переверзин.
«Комаров был человеком, приверженным строгости и порядку, и это странно сочеталось в нём с любовью к поэзии, которую он, очевидно, считал самым главным делом в жизни». Всеволод Зельченко
«Он был человек без страха и упрёка. В своём поведении, насколько я успел заметить, он нередко руководствовался возвышенными предрассудками. Наблюдая, как Комаров еле-еле сводит концы с концами, практичные люди советовали ему издавать для денег поваренные книги, определители грибов, лечебных растений и т. п., а стихи — как бы в придачу, в порядке хобби. Но Гек кривился. Из года в год трудясь себе в убыток, Геннадий Фёдорович Комаров с неизбежностью жил в долгах как в шелках. Вообще, казалось, жизнь берёт Гека на излом, он будто притягивал несчастья. Мне о них в подробностях неизвестно, потому что он никогда не жаловался, но скупые факты в комментариях не нуждаются. Он потерял двух взрослых любимых сыновей: один был убит в 90-х за гонорар в несколько сот долларов, другой умер в 2015-м от мучительной и затяжной неизлечимой болезни. И бок о бок — без преувеличения — с мученичеством в его облике уживались чудачества, самые забавные и трогательные». Сергей Гандлевский

## Издательства
- Александр Етоев. Книгоедство. — Litres, 2022-05-15. — 781 с. — ISBN 978-5-4250-7613-7./ А. В. Етоев
- Григорий Рыскин. В созвездии Бродского: очерки и интервью с Константином Кузминским. — Awedon, 1999. — 110 с.
- Виктор Топоров. Похороны Гулливера в стране лилипутов: литературные фельетоны. — Лимбус Пресс, 2002. — 500 с. — ISBN 978-5-8370-0010-2./ В. Л. Топоров

### Собственные издания
- Евклидова клеть. Книга стихов. — Л.: Советский писатель, 1990. — 64 с.
- Бродский И. А. Сочинения Иосифа Бродского. Т. 1 / Пушкинский фонд; Общ. ред. Я. А. Гордина; Сост. Г. Ф. Комаров. - СПб. : Б.и., 2001. - 301, [3] с.: 1 л. портр./Научная библиотека Томского государственного университета
- Сочинения Иосифа Бродского : в 4 т. / Пушкинский фонд ; [сост. и подгот. Г. Ф. Комаров ; худож. С. А. Остров]Санкт-Петербург : Пушкинский фонд, 1992-21 см/ Тамбовская областная универсальная научная библиотека им. А. С. Пушкина. Электронный каталог
- Комаров Геннадий Федорович, поиск, каталог работ/ Общедоступные библиотеки Санкт-Петербурга

## Достижения
- Од. —но из издательств было удостоено премии Академии российской словесности как лучшее издательство 1997 года[6].

## Память
- Проводятся вечера памяти в честь поэта  Гека Комарова[5][7][8].